# وقار عسگروف
وقار عسگروف (ترکی آذربایجانی: Vüqar Əsgərov؛ زادهٔ ۱۴ مهٔ ۱۹۸۵) بازیکن فوتبال اهل جمهوری آذربایجان است.
از باشگاه‌هایی که در آن بازی کرده‌است می‌توان به باشگاه فوتبال لیپایاس متالورگس، باشگاه فوتبال مویک باکو، باشگاه فوتبال زیره، باشگاه فوتبال ارس-نخجوان، و باشگاه فوتبال سومقاییت اشاره کرد.
وی همچنین در تیم ملی فوتبال جمهوری آذربایجان بازی کرده‌است.